# Clara Blandick
Clara Blandick (Hong Kong, 4 de junho de 1876 - Los Angeles, 15 de abril de 1962) foi uma atriz estadunidense, mais conhecida por seu papel como Tia Emm em O Mágico de Oz (1939) da Metro-Goldwyn-Mayer.